# Gianfranco Leoncini
Gianfranco Leoncini dit Leo (né le 25 septembre 1939 à Rome et mort le 5 avril 2019 à Chivasso), est un joueur international italien de football qui évoluait en tant que milieu de terrain avant de devenir ensuite entraîneur.

## Biographie
Le 29 septembre 1965, Gianfranco Leoncini devient le premier buteur bianconero de l'histoire de la C2, avec son but à la 81e minute du match des 16e-de-finale de la Coupe d'Europe des vainqueurs de coupe 1965-66 contre les Anglais de Liverpool (victoire 1-0)

## Palmarès
Juventus
- Championnat d'Italie (3) :
  - Champion : 1959-60, 1960-61 et 1966-67.
  - Vice-champion : 1962-63.

- Coupe d'Italie (3) :
  - Vainqueur : 1958-59, 1959-60 et 1964-65.

- Coupe des villes de foires :
  - Finaliste : 1964-65.